# ثيودور فيلدينر
ثيودور فيلدينر (بالألمانية: Theodor Fliedner)‏‏ (21 يناير 1800 في إبشتاين - 4 أكتوبر 1864 ) ممرض، وقس من ألمانيا.

## روابط خارجية
- ثيودور فيلدينر على موقع الموسوعة البريطانية (الإنجليزية)